# Josh Turner
Joshua Otis Turner, detto Josh (20 novembre 1977), è un cantautore e attore statunitense.
Riconosciuto come uno dei più importanti esponenti della musica country statunitense, Turner è stato candidato due volte ai Grammy Award.
Turner inizia la carriera discografica nel 2003, firmando un contratto discografico con la MCA Nashville Records. Da allora ha pubblicato nove album in studio e numerosi singoli, raggiungendo quattro volte alla prima posizione della US Hot Country Songs e vendendo oltre 10 milioni di copie negli Stati Uniti.
Egli è anche un attore, avendo preso parte al film del 2008 Billy: The Early Years, dedicato alla vita del predicatore Billy Graham.

## Biografia
Cresciuto nella Carolina del Sud, ha origini inglesi. Dopo la scuola si è trasferito a Nashville per intraprendere la carriera musicale nell'ambito della musica country.
Ha debuttato nel dicembre 2001 durante il Grand Ole Opry. Nel 2003 ha pubblicato il suo album d'esordio dal titolo Long Black Train, seguito tre anni dopo da Your Man, album anticipato dalla traccia omonima scritta con Jace Everett.
Riceve due nomination ai Grammy Awards del 2007 per il suo terzo album in studio Everything Is Fine. Questo disco contiene un duetto con Trisha Yearwood.
Haywire, quarto album in studio, è stato pubblicato nel febbraio 2010, mentre nel giugno 2012 è la volta di Punching Bag. Il disco ottiene un buon successo commerciale, nonostante ciò l'artista aspetta cinque anni prima di pubblicare un nuovo disco dal titolo Deep South.
Nel 2018 l'artista pubblica il suo primo album completamente gospel dal titolo I Serve a Savior. Tra il 2021 e il 2022 Turner pubblica il suo ottavo e nono album in studio, rispettivamente Country State of Mind e King Size Manger
Nel 2023 pubblica la sua terza raccolta dal titolo Greatest Hits.
Nel 2024 annuncia l'uscita del suo decimo album in studio, This Country Music Thing.Il disco contiene tre brani scritti o co-scritti da Turner.

## Vita privata

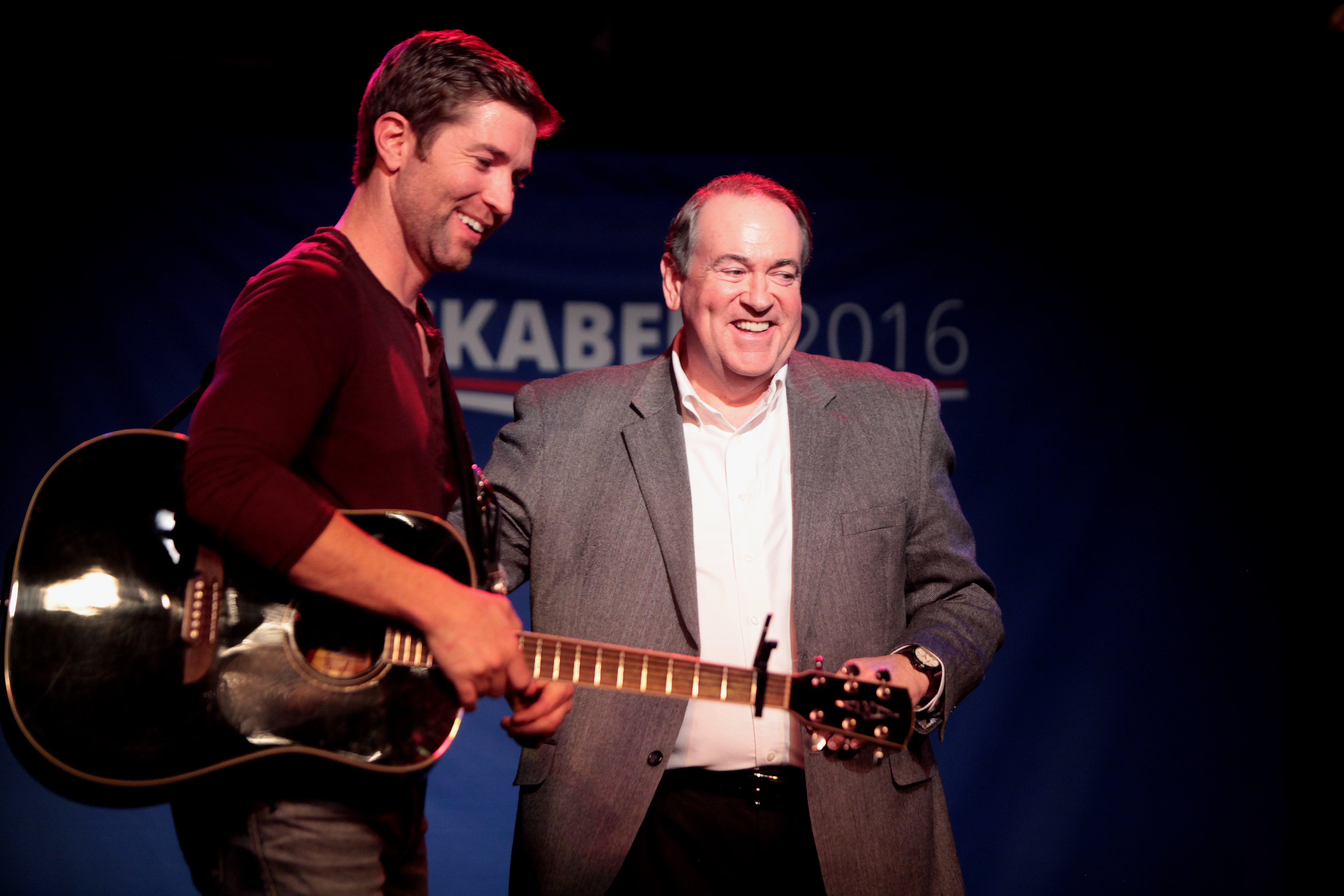
Josh Turner e Mike Huckabee durante un comizio a favore di quest'ultimo, in Iowa nel 2015

Turner si è sposato nel 2003 con Jennifer Ford dopo una cerimonia cristiana alla Belmont University, dove i due si sono conosciuti. La coppia ha quattro figli.
Turner è cristiano e proprio per questo è solito suonare, sia in live che negli album in studio, vari classici gospel. Nel 2015 Turner ha appoggiato la campagna elettorale del repubblicano Mike Huckabee.

## Discografia

### Album studio
- 2003 - Long Black Train
- 2006 - Your Man
- 2007 - Everything Is Fine
- 2010 - Haywire
- 2012 - Punching Bag
- 2017 - Deep South
- 2018 - I Serve a Savior
- 2020 - Country State of Mind
- 2021 - King Size Manger
- 2024 - This Country Music Thing

### Raccolte
- 2011 - Icon
- 2014 - Icon 2
- 2023 - Greatest Hits

### Album live
- 2007 - Live at the Ryman
- 2012 - Live Across America